# Australian Volleyball League
Die Australian Volleyball League ist die höchste Spielklasse im australischen Volleyball. In diesem Wettbewerb wird seit 1998 der Australische Meister ermittelt. 

## Aktueller Modus
Je sieben Teams bei den Frauen und bei den Männern spielen in einer Doppelrunde die Platzierungen der Vorrunde aus. Das Besondere daran ist, dass die Hin- und Rückspiele am Samstag und am Sonntag des gleichen Wochenendes durchgeführt werden. Anschließend ermitteln die vier ersten Teams in den Halbfinals, im Finale und im Spiel um den dritten Platz den Meister und die weiteren Platzierungen von 2 bis 4.

## Geschichte
Während in den Achtzigerjahren in der National Volleyball League und in den Neunzigern in der Grand Prix Serie Mannschaften um Punkte und Meisterehren kämpften, fand die erste Saison der AVL 1998 statt. Vier Frauen- und sechs Männerteams bewarben sich um den ersten Titel in der neuen Spielklasse. Die Gründungsmitglieder waren die Melbourne Falcons und das Australian Institute of Sport (AIS) bei beiden Geschlechtern. Dazu kamen die Sydney Lions und die Adelaide Mt Lofty bei den Frauen sowie die Sydney Cedars, die Adelaide USC Lion, die Canberra Cobras und die Brisbane Pirates bei den Männern. Gespielt wurde nach folgenden Regularien: Ein Match bestand aus zwei Gewinnsätzen, ein Satz bestand aus zwei Gewinnspielen. Ein Spiel endete nach siebzehn Punkten eines der Teams mit einem Unterschied von mindestens zwei Punkten oder in der Verlängerung, wenn eine Mannschaft den Vorsprung von zwei Punkten erreicht hat. Wenn es nach zwei Spielen Unentschieden stand, musste ein Tie-Break bis sieben Punkte plus möglicher Verlängerung die Entscheidung bringen. Ein Tie-Break bei Satzausgleich endete dagegen frühestens bei dreizehn Punkten. Meister wurden in beiden Ligen die Sportler und Sportlerinnen des AIS nach Siegen im Semifinale und im Endspiel, Zweite wurden die Frauen aus Adelaide und die Männer aus Sydney, die Bronzemedaille erhielten die Melbourne Falcons und die Canberra Cobras.

### Australische Meister
|      | Männer                         | Frauen                            |
| ---- | ------------------------------ | --------------------------------- |
| 1998 | Australian Institute of Sport  | Australian Institute of Sport     |
| 1999 | Sydney Cedars                  | CIT Canberra Cougars              |
| 2000 | Melbourne Falcons              | Canberra Cougars                  |
| 2001 | Melbourne Falcons              | Melbourne Falcons                 |
| 2002 | Melbourne Falcons              | Mt Lofty Centacare Rangers        |
| 2003 | Australian Institute of Sport  | Western Australia                 |
| 2004 | Mt Lofty Rangers               | Australian Institute of Sport     |
| 2005 | Australian Institute of Sport  | USC Adelaide Lion                 |
| 2006 | Australian Institute of Sport  | Mt Lofty Rangers                  |
| 2007 | Australian Institute of Sport* | Melbourne Monash University Blues |
| 2008 | Australian Institute of Sport  | UTSSU                             |
| 2009 | Australian Institute of Sport  | Western Australian Pearls         |
| 2010 | University Blues               | Western Australian Pearls         |
| 2011 | Canberra Heat**                | Western Australian Pearls         |
| 2012 | Australian Institute of Sport  | Volleyball Queensland             |
| 2013 | Queensland Pirates             | Melbourne Monash University Blues |
| 2014 | Queensland Pirates             | Melbourne Monash University Blues |
| 2015 | Canberra Heat                  | Melbourne Monash University Blues |
| 2016 | Queensland Pirates             | Melbourne Monash University Blues |
| 2017 | Queensland Pirates             | Melbourne Monash University Blues |
| 2018 | Queensland Pirates             | Melbourne Monash University Blues |
| 2019 | Queensland Pirates             | Melbourne Vipers                  |
| 2020 | kein Meister wg Corona         | kein Meister wg Corona            |
| 2021 | kein Meister wg Corona         | kein Meister wg Corona            |
| 2022 | Canberra Heat                  | Queensland Pirates                |